# نینک لارمن
نینک لارمن (انگلیسی: Nynke Laverman؛ زادهٔ ۱۴ آوریل ۱۹۸۰) هنرپیشه، و خواننده اهل پادشاهی هلند است.